# Шарапово (Зарайский район)
Шарапово — деревня в Зарайском районе Московской области, в составе муниципального образования сельское поселение Машоновское (до 29 ноября 2006 года входила в состав Протекинского сельского округа).

## Население
| 2002 | 2006 | 2010 |
| ---- | ---- | ---- |
| 4    | →4   | ↘2   |

## География
Шарапово расположено в 14 км на север от Зарайска, на безымянном ручье бассейна реки Осетр, высота центра деревни над уровнем моря — 179 м.

## История
Шарапово впервые упоминается в Платёжных книгах 1594 года. В 1858 году в деревне числилось 35 дворов и 152 жителя, в 1884 году — 209 жителей, в 1906 году — 30 дворов и 254 жителя. В 1929 году был образован колхоз «Правда», с 1950 года — в составе колхоза «Слава героям», с 1960 года — в составе совхоза «Вперед к коммунизму».